# Mikania

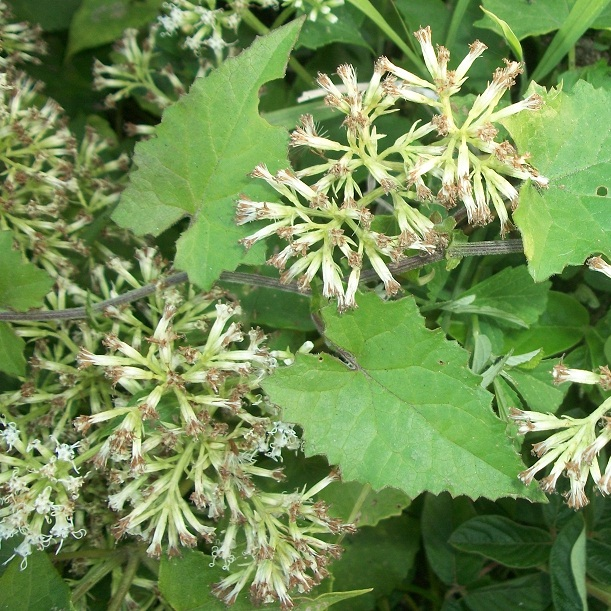
Mikania natalensis

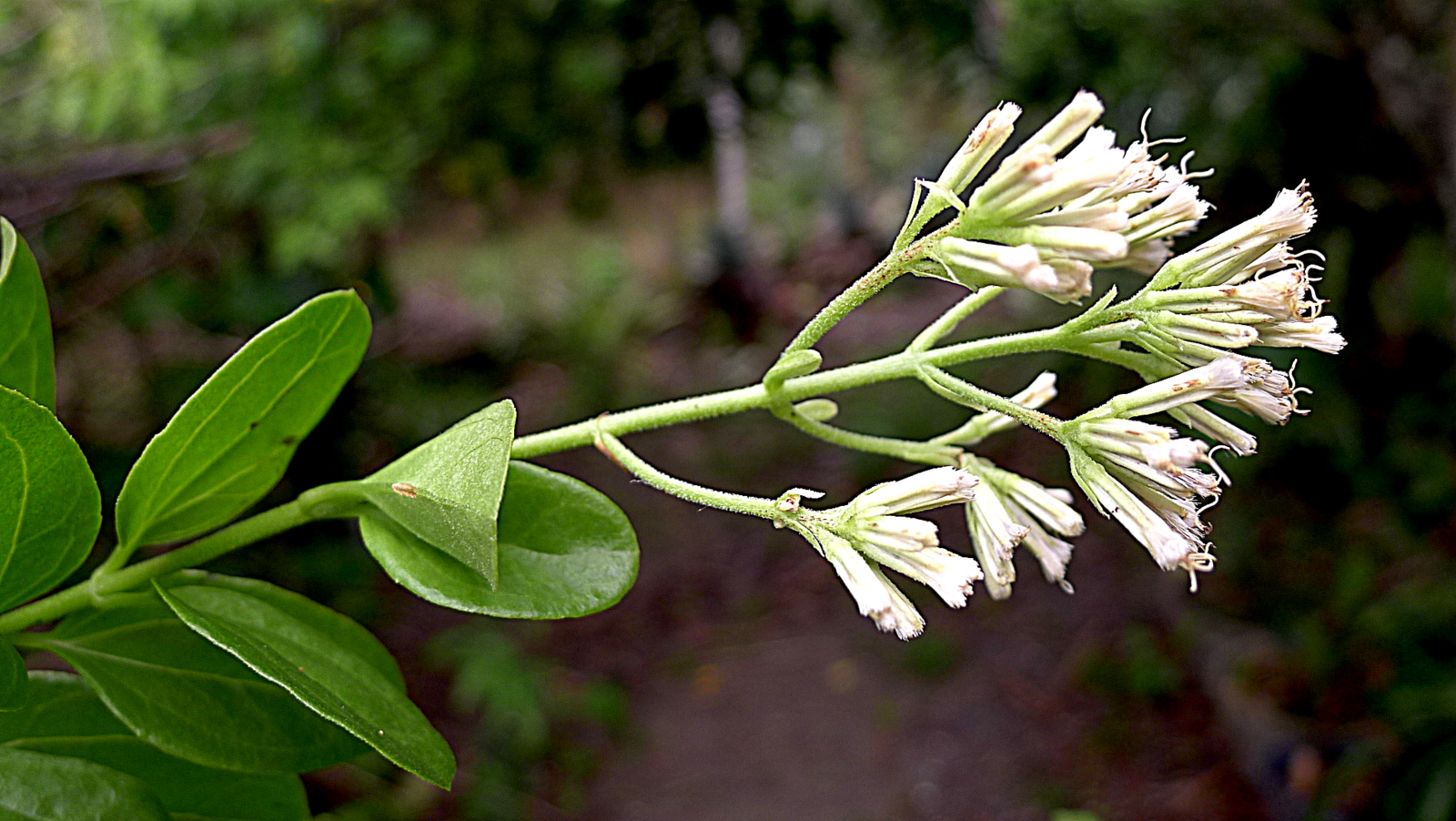
Mikania obovata

Mikania (Mikania) – rodzaj roślin z rodziny astrowatych (Asteraceae). Obejmuje ok. 400 gatunków (439 zweryfikowanych według Plants of the World online). Rośliny te występują niemal kosmopolitycznie w strefie międzyzwrotnikowej, przy czym najbardziej zróżnicowane są w Ameryce Środkowej i Południowej, trzy gatunki rosną w południowej i wschodniej części USA. W tropikach Starego Świata za rodzime uznaje się 9 gatunków, ale występują tu też amerykańskie gatunki inwazyjne, zwłaszcza Mikania micrantha jest szeroko rozprzestrzeniona w świecie i uznana została za jeden ze 100 najbardziej inwazyjnych gatunków na świecie. 
Mikania dentata uprawiana jest jako roślina ozdobna (zwykle jako zwisająca z pojemników). Mikania cordata wykorzystywana jest jako lecznicza w Afryce (przy leczeniu malarii) oraz na Sumatrze (jako lek na ból głowy). Rośliny z tego rodzaju są też problematycznymi chwastami.
Nazwa naukowa rodzaju upamiętnia profesora Josefa Gottfrieda Mikana (1743–1814) z Uniwersytetu Karola w Pradze.

## Morfologia

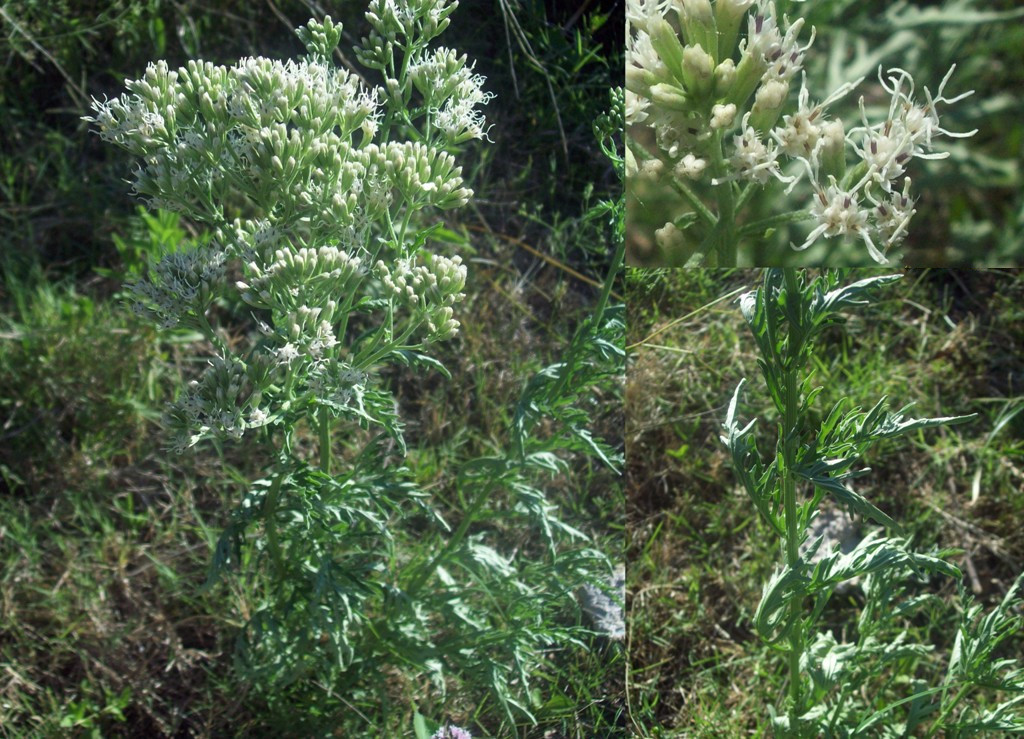
Mikania pinnatiloba

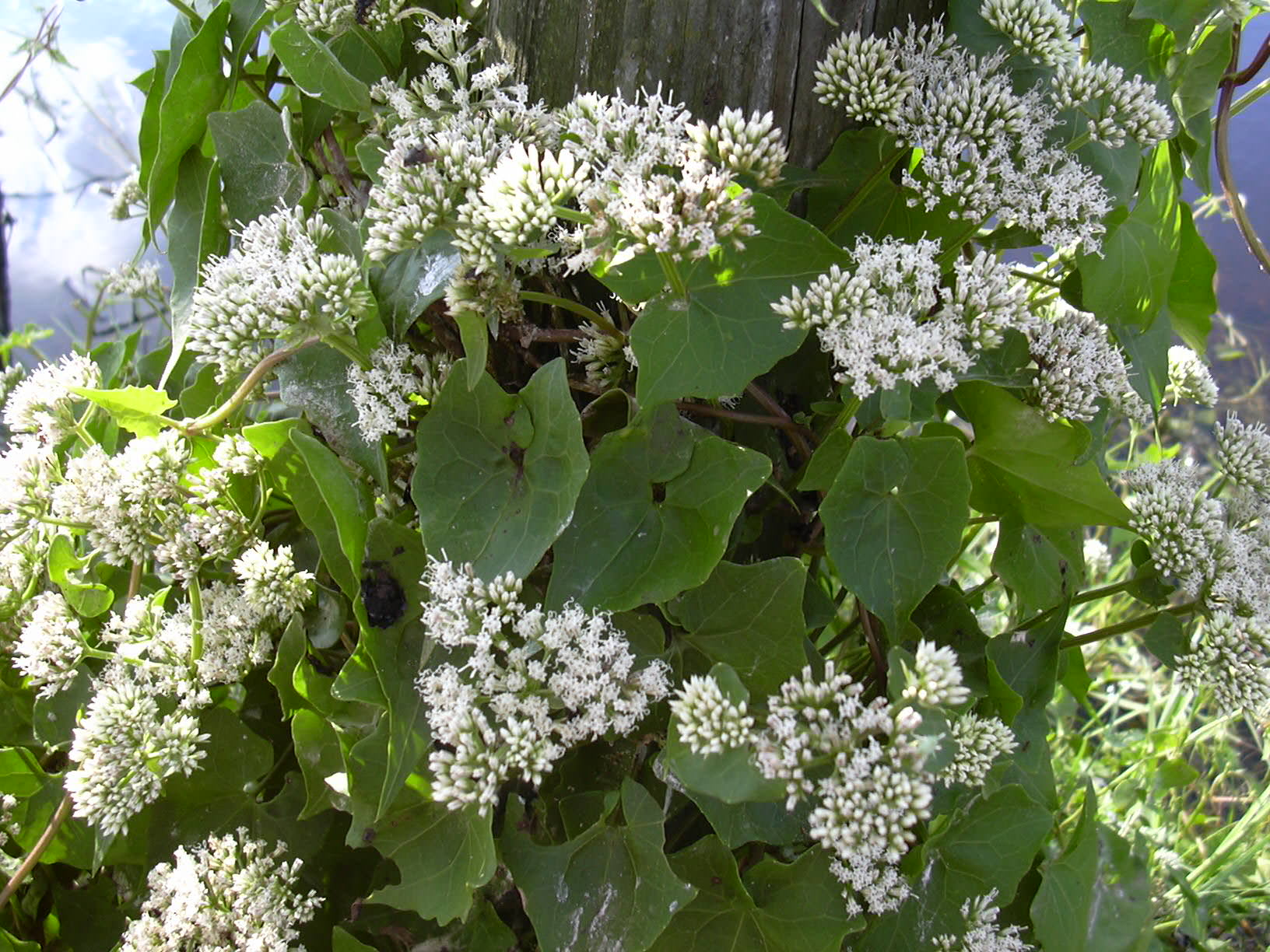
Mikania scandens

PokrójW większości są to drewniejące pnącza, rzadziej byliny o pędach wzniesionych i krzewy. Pędy z reguły słabo rozgałęzione. Osiągają zwykle do 3 m długości, ale u niektórych przedstawicieli przekraczają 15 m. Łodygi są zwykle okrągłe na przekroju, czasem 4- lub 6-kanciaste, rzadko także oskrzydlone.
LiścieTylko łodygowe, naprzeciwległe, rzadko także w okółkach, długoogonkowe, rzadziej siedzące. Blaszka od równowąskiej do szerokojajowatej, u nasady zwężająca się lub sercowata, cienka lub skórzasta. Użyłkowanie dłoniaste, zwykle z trzema głównymi żyłkami, rzadziej z większą ich liczbą. Brzeg liścia cały, ząbkowany, zatokowo wcinany do głęboko wcinanego. Liście są nagie, omszone lub owłosione, często też gruczołowate.
KwiatyZebrane w koszyczki o walcowatej okrywie o średnicy zwykle 2–4 mm tworzące baldachogroniaste kwiatostany złożone. Listki okrywy cztery w dwóch parach. Dno koszyczka płaskie, bez plewinek. W koszyczku rozwijają się cztery kwiaty rurkowate. Korona jest wąskolejkowata, zwykle biała, rzadziej różowa, naga lub ogruczolona, zwieńczona pięcioma trójkątnymi łatkami, szerokimi lub wąskimi. Pręciki wyrastają ponad rurkę korony. Między nimi znajduje się słupek u nasady gruby, zwieńczony dwoma równowąskimi ramionami z brodawkowatym znamieniem.
OwoceNiełupki pryzmatyczne, z 4–10 żebrami, zwieńczone licznymi włoskami puchu kielichowego.

## Systematyka
Pozycja systematyczna

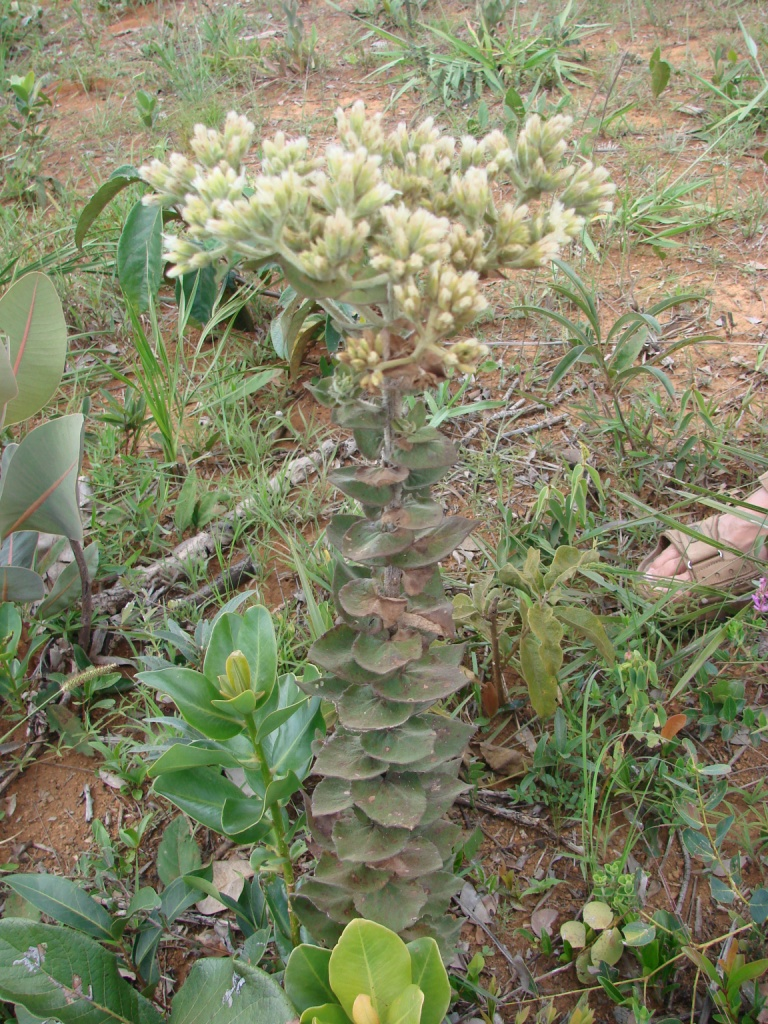
Mikania sessilifolia

Rodzaj z monotypowego podplemienia Mikaniinae z plemienia Eupatorieae z podrodziny Asteroideae w obrębie rodziny astrowatych (Asteraceae). 
Wykaz gatunków
- Mikania acuminata DC.
- Mikania acutissima Rusby
- Mikania additicia B.L.Rob.
- Mikania alba N.Taylor
- Mikania alexandreae G.M.Barroso
- Mikania allartii B.L.Rob.
- Mikania alvimii R.M.King & H.Rob.
- Mikania amblyolepis B.L.Rob.
- Mikania amorimii Borges & Forzza
- Mikania andrei B.L.Rob.
- Mikania anethifolia (DC.) Matzenb.
- Mikania angularis Bonpl.
- Mikania anisodora Hassl.
- Mikania aquaria B.L.Rob.
- Mikania araguensis V.M.Badillo
- Mikania archeri B.L.Rob.
- Mikania areolata W.C.Holmes & McDaniel
- Mikania argyreiae DC.
- Mikania argyropappa Sch.Bip. ex Baker
- Mikania aristei B.L.Rob.
- Mikania arrojadoi Mattf.
- Mikania arthroclada B.L.Rob.
- Mikania aschersonii Hieron.
- Mikania badiniana G.S.S.Almeida & Carv.-Okano
- Mikania bakeri R.M.King & H.Rob.
- Mikania banisteriae DC.
- Mikania barahonensis Urb.
- Mikania barrosoana G.M.Barroso
- Mikania belemii R.M.King & H.Rob.
- Mikania betancurii Aguilar-Cano & S.Díaz
- Mikania biformis DC.
- Mikania bishopii R.M.King & H.Rob.
- Mikania bogotensis Benth.
- Mikania boomii Pruski
- Mikania brachycarpa Urb.
- Mikania brachyphylla Hieron.
- Mikania bradei B.L.Rob.
- Mikania brevifaucia W.C.Holmes & McDaniel
- Mikania broadwayi B.L.Rob.
- Mikania brunnescens B.L.Rob.
- Mikania buchii Urb.
- Mikania buchtienii B.L.Rob.
- Mikania buddlejifolia DC.
- Mikania bulbisetifera Cuatrec.
- Mikania bullata B.L.Rob.
- Mikania burchellii Baker
- Mikania cabrerae G.M.Barroso
- Mikania cacerensis G.M.Barroso
- Mikania calcarulata B.L.Rob.
- Mikania caldasana B.L.Rob.
- Mikania callineura Sch.Bip. ex Baker
- Mikania campanulata Gardner
- Mikania campii H.Rob. & W.C.Holmes
- Mikania camporum B.L.Rob.
- Mikania campos-portoana G.M.Barroso
- Mikania candolleana Gardner
- Mikania capixaba Borges & Fraga
- Mikania capricorni B.L.Rob.
- Mikania cardiophylla B.L.Rob.
- Mikania carnosa Muschl.
- Mikania casarettoi B.L.Rob.
- Mikania castroi R.M.King & H.Rob.
- Mikania cercifolia W.C.Holmes
- Mikania chaetoloba Pruski
- Mikania chenopodiifolia Willd.
- Mikania chevalieri (C.D.Adams) W.C.Holmes & McDaniel
- Mikania chimborazensis Hieron. ex Sodiro
- Mikania chlorolepis Baker
- Mikania chocensis B.L.Rob.
- Mikania cipoensis G.M.Barroso
- Mikania citriodora W.C.Holmes
- Mikania clematidiflora Rusby
- Mikania clematidifolia Dusén
- Mikania coarctata Gardner
- Mikania cochabambana B.L.Rob.
- Mikania comarapensis B.L.Rob.
- Mikania concinna Standl. & Steyerm.
- Mikania conferta Gardner
- Mikania confertissima Sch.Bip. ex Baker
- Mikania congesta DC.
- Mikania conglomerata W.C.Holmes & McDaniel
- Mikania cordata (Burm.f.) B.L.Rob.
- Mikania cordifolia (L.f.) Willd.
- Mikania cordigera W.C.Holmes
- Mikania corei W.C.Holmes & McDaniel
- Mikania corymbiifolia (B.L.Rob.) R.M.King & H.Rob.
- Mikania corymbulosa Benth.
- Mikania crassifolia Hieron.
- Mikania crispiflora C.Wright
- Mikania cristata B.L.Rob.
- Mikania cuatrecasasii W.C.Holmes
- Mikania cuencana Hieron.
- Mikania cutervensis Hieron.
- Mikania cuzcoensis W.C.Holmes & McDaniel
- Mikania cyanosma Urb. & Ekman
- Mikania cynanchifolia Hook. & Arn. ex Baker & Malme
- Mikania daspitii W.C.Holmes & McDaniel
- Mikania decora Poepp. & Endl.
- Mikania decumbens Malme
- Mikania desmocephala B.L.Rob.
- Mikania dictyophylla B.L.Rob.
- Mikania dictyota B.L.Rob.
- Mikania dioscoreoides B.L.Rob.
- Mikania discifera W.C.Holmes & H.Rob.
- Mikania dissecta Urb. & Ekman
- Mikania diversifolia DC.
- Mikania dodsonii H.Rob. & W.C.Holmes
- Mikania duckei G.M.Barroso
- Mikania dudleyi W.C.Holmes & McDaniel
- Mikania duidensis B.L.Rob.
- Mikania dusenii B.L.Rob.
- Mikania ecuadorensis W.C.Holmes & McDaniel
- Mikania elliptica DC.
- Mikania erioclada DC.
- Mikania eriostrepta B.L.Rob.
- Mikania eucosma B.L.Rob.
- Mikania euryanthela (Malme) W.C.Holmes
- Mikania farsiliflora H.Rob. & W.C.Holmes
- Mikania fasciculata C.T.Oliveira & Pirani
- Mikania featherstonei B.L.Rob.
- Mikania filgueirasii R.M.King & H.Rob.
- Mikania filicifolia B.L.Rob.
- Mikania firmula Baker
- Mikania flabellata Rusby
- Mikania flaccida B.L.Rob.
- Mikania fosbergii H.Rob. & W.C.Holmes
- Mikania fragilis Urb.
- Mikania fragrans Klatt
- Mikania fulva (Hook. & Arn.) Baker
- Mikania glabra D.J.N.Hind
- Mikania glandulifera W.C.Holmes & McDaniel
- Mikania glandulosissima W.C.Holmes & D.J.N.Hind
- Mikania glauca Mart.
- Mikania glaziovii Baker
- Mikania gleasonii B.L.Rob.
- Mikania globifera Rusby
- Mikania globosa J.M.Coult.
- Mikania glomerata Spreng.
- Mikania gonzalezii B.L.Rob. & Greenm.
- Mikania goyazensis (B.L.Rob.) R.M.King & H.Rob.
- Mikania gracilipes B.L.Rob.
- Mikania granulata B.L.Rob.
- Mikania grazielae R.M.King & H.Rob.
- Mikania guaco Bonpl.
- Mikania guaranitica Hassl.
- Mikania guilleminii B.L.Rob.
- Mikania gunnarii H.Rob. & W.C.Holmes
- Mikania haenkeana DC.
- Mikania hagei R.M.King & H.Rob.
- Mikania harlingii R.M.King & H.Rob.
- Mikania hartbergii W.C.Holmes
- Mikania hastata (L.) Willd.
- Mikania hastato-cordata Malme
- Mikania hastifolia Baker
- Mikania hemisphaerica Sch.Bip. ex Baker
- Mikania hensoldiana Sánchez Vega & M.O.Dillon
- Mikania hesperia B.L.Rob.
- Mikania hexagonocaulis W.C.Holmes & McDaniel
- Mikania hioramii Britton & B.L.Rob.
- Mikania hitchcockii B.L.Rob.
- Mikania hoehnei B.L.Rob.
- Mikania hoffmanniana Dusén ex Malme
- Mikania holmesiana Pruski
- Mikania holwayana B.L.Rob.
- Mikania hookeriana DC.
- Mikania houstoniana (L.) Willd.
- Mikania houstonioides H.Rob. & W.C.Holmes
- Mikania huanucoensis W.C.Holmes & McDaniel
- Mikania huitzensis Standl. & Steyerm.
- Mikania iltisii R.M.King & H.Rob.
- Mikania incasina B.L.Rob.
- Mikania infesta B.L.Rob.
- Mikania inordinata R.M.King & H.Rob.
- Mikania inornata B.L.Rob.
- Mikania involucrata Hook. & Arn.
- Mikania iodotricha S.F.Blake
- Mikania iquitosensis B.L.Rob.
- Mikania iserniana Cuatrec.
- Mikania itambana Gardner
- Mikania jamaicensis B.L.Rob.
- Mikania jeffreyi D.J.N.Hind
- Mikania jelskii Hieron.
- Mikania johnstonii B.L.Rob.
- Mikania jujuyensis Cabrera
- Mikania juninensis W.C.Holmes & McDaniel
- Mikania killipii B.L.Rob.
- Mikania klugii B.L.Rob.
- Mikania kubitzkii R.M.King & H.Rob.
- Mikania laevigata Sch.Bip. ex Baker
- Mikania lagoensis Baker
- Mikania lanceolata Hieron. ex Sodiro
- Mikania lancifolia B.L.Rob.
- Mikania lasiandrae DC.
- Mikania lasiopoda B.L.Rob.
- Mikania latifolia Sm.
- Mikania latisquama Cabrera
- Mikania laurifolia (L.f.) Willd.
- Mikania lawrancei B.L.Rob.
- Mikania lehmannii Hieron.
- Mikania leiolaena DC.
- Mikania leiostachya Benth.
- Mikania lepidophora Urb.
- Mikania leptotricha Baker
- Mikania leucophylla B.L.Rob.
- Mikania ligustrifolia DC.
- Mikania lindbergii Baker
- Mikania lindleyana DC.
- Mikania linearifolia DC.
- Mikania lloensis Hieron.
- Mikania longiacuminata (Rusby) B.L.Rob.
- Mikania longicarpa W.C.Holmes
- Mikania longiflora B.L.Rob.
- Mikania longipes Baker
- Mikania lucida S.F.Blake
- Mikania luetzelburgii Mattf.
- Mikania lundiana DC.
- Mikania lutescens B.L.Rob.
- Mikania macdanielii W.C.Holmes
- Mikania macedoi G.M.Barroso
- Mikania macrostipulata W.C.Holmes & McDaniel
- Mikania malacolepis B.L.Rob.
- Mikania manomoi D.J.N.Hind & Frisby
- Mikania marahuacensis Steyerm. & Maguire
- Mikania marinii Cabrera
- Mikania matezkii H.Rob. & W.C.Holmes
- Mikania mathewsii B.L.Rob.
- Mikania mattos-silvae R.M.King & H.Rob.
- Mikania mazanensis W.C.Holmes & McDaniel
- Mikania megalophylla W.C.Holmes & McDaniel
- Mikania mendocina Phil.
- Mikania micayensis B.L.Rob.
- Mikania michelangeliana Steyerm.
- Mikania micrantha Kunth
- Mikania microcephala DC.
- Mikania microdonta DC.
- Mikania microlepis Baker
- Mikania microphylla Sch.Bip. ex Baker
- Mikania microptera DC.
- Mikania millei B.L.Rob.
- Mikania minima (Baker) B.L.Rob.
- Mikania monagasensis V.M.Badillo
- Mikania montana B.L.Rob.
- Mikania montverdensis Proctor
- Mikania morii R.M.King & H.Rob.
- Mikania mosenii Malme
- Mikania mucronulifera B.L.Rob.
- Mikania multinervia Turcz.
- Mikania myriocephala DC.
- Mikania nana W.C.Holmes
- Mikania natalensis DC.
- Mikania neblinensis Aristeg.
- Mikania neei W.C.Holmes
- Mikania nelsonii D.J.N.Hind
- Mikania nemorosa Klatt
- Mikania neurocaula DC.
- Mikania nigricans Gardner
- Mikania nodulosa Sch.Bip. ex Baker
- Mikania nummularia DC.
- Mikania oblongifolia DC.
- Mikania obovata DC.
- Mikania obsoleta G.M.Barroso
- Mikania obtusata DC.
- Mikania ochroleuca B.L.Rob.
- Mikania odoratissima Urb.
- Mikania officinalis Mart.
- Mikania oliveirae R.Esteves & Capel
- Mikania ollgaardii H.Rob. & W.C.Holmes
- Mikania oopetala Urb.
- Mikania oreimeles B.L.Rob.
- Mikania oreophila M.R.Ritter & Miotto
- Mikania oreopola B.L.Rob.
- Mikania orleansensis Hieron.
- Mikania ovalis Griseb.
- Mikania oxylepis Sch.Bip. ex Baker
- Mikania paceae W.C.Holmes
- Mikania pachychaeta (Baker) G.M.Barroso
- Mikania pachydictya B.L.Rob.
- Mikania pachyphylla Urb.
- Mikania palmata Pruski & W.C.Holmes
- Mikania palustris (Gardner) R.M.King & H.Rob.
- Mikania paniculata DC.
- Mikania pannosa Baker
- Mikania papillosa Klatt
- Mikania paranahybensis G.M.Barroso
- Mikania paranensis Dusén
- Mikania parodii Cabrera
- Mikania parvicapitulata Hieron.
- Mikania parviflora (Aubl.) H.Karst.
- Mikania parvifolia Baker
- Mikania pascualii B.L.Turner
- Mikania paucifolia W.C.Holmes
- Mikania pendula W.C.Holmes & McDaniel
- Mikania pennellii B.L.Rob.
- Mikania perhirta R.M.King & H.Rob.
- Mikania periplocifolia Hook. & Arn.
- Mikania pernambucensis Gardner
- Mikania perstipulata W.C.Holmes
- Mikania petrina Standl. & Steyerm.
- Mikania phaeoclados Mart. ex Baker
- Mikania pichinchensis Hieron.
- Mikania pilcomayensis B.L.Rob.
- Mikania pinnatiloba DC.
- Mikania pittieri B.L.Rob.
- Mikania platyloba Urb. & Ekman
- Mikania pohliana Sch.Bip. ex Baker
- Mikania pohlii (Baker) R.M.King & H.Rob.
- Mikania polycephala Urb.
- Mikania polychaeta Urb.
- Mikania pooleana W.C.Holmes & Vodopich
- Mikania popayanensis Hieron.
- Mikania populifolia Gardner
- Mikania porosa Urb.
- Mikania premnifolia Gardner
- Mikania producta Urb. & Ekman
- Mikania pruskii H.Rob. & W.C.Holmes
- Mikania pseudogracilis R.M.King & H.Rob.
- Mikania pseudohoffmanniana  G.M.Barroso
- Mikania pseudomicrocephala  R.M.King & H.Rob.
- Mikania pseudorimachii W.C.Holmes & McDaniel
- Mikania psilostachya DC.
- Mikania psylobothrya Sodiro ex H.Rob. & W.C.Holmes
- Mikania pterocaula Sch.Bip. ex Klatt
- Mikania pteropoda DC.
- Mikania pulverulenta Sodiro ex B.L.Rob.
- Mikania purpurascens (Baker) R.M.King & H.Rob.
- Mikania pycnadenia B.L.Rob.
- Mikania pyramidata Donn.Sm.
- Mikania ramosissima Gardner
- Mikania ranunculifolia A.Rich.
- Mikania reticulata Gardner
- Mikania reticulosa C.Wright
- Mikania retifolia Sch.Bip. ex Baker
- Mikania reynoldsii W.C.Holmes
- Mikania rhomboidea Urb. & Ekman
- Mikania rimachii W.C.Holmes & McDaniel
- Mikania rimachioides H.Rob. & W.C.Holmes
- Mikania riparia Greenm.
- Mikania rivularis B.L.Rob.
- Mikania rondonensis V.M.Badillo
- Mikania roraimensis B.L.Rob.
- Mikania rothii G.M.Barroso
- Mikania rotundifolia G.M.Barroso
- Mikania rubella Lingelsh.
- Mikania rufa Benth.
- Mikania rufescens Sch.Bip. ex Baker
- Mikania rugosa B.L.Rob.
- Mikania rusbyi B.L.Rob.
- Mikania sagittifera B.L.Rob.
- Mikania saltensis Hieron.
- Mikania salviifolia Gardner
- Mikania salzmanniifolia DC.
- Mikania santosii R.M.King & H.Rob.
- Mikania sarcodes Baker
- Mikania saxicola Sch.Bip. ex W.C.Holmes & Vodopich
- Mikania scabrida Baker
- Mikania scandens (L.) Willd. – mikania pnąca[5]
- Mikania schenckii Hieron.
- Mikania schultzii B.L.Rob.
- Mikania seemannii B.L.Rob.
- Mikania selloi Spreng.
- Mikania sericea Hook. & Arn.
- Mikania sessilifolia DC.
- Mikania setigera Sch.Bip. ex Baker
- Mikania shushunensis W.C.Holmes & McDaniel
- Mikania siambonensis Hieron.
- Mikania simpsonii W.C.Holmes & McDaniel
- Mikania smaragdina Dusén ex Malme
- Mikania smilacina DC.
- Mikania smithii B.L.Rob.
- Mikania solidinervia V.M.Badillo
- Mikania sparrei H.Rob. & W.C.Holmes
- Mikania speciosa DC.
- Mikania sprucei Baker
- Mikania steinbachii B.L.Rob.
- Mikania stenomeres B.L.Rob.
- Mikania stenophylla W.C.Holmes
- Mikania stereodes B.L.Rob.
- Mikania stereolepis B.L.Rob.
- Mikania stevensiana Britton
- Mikania steyermarkii R.M.King & H.Rob.
- Mikania stipulacea (Vahl) Willd.
- Mikania stipulifera L.O.Williams
- Mikania stuebelii Hieron.
- Mikania stygia B.L.Rob.
- Mikania stylosa Gardner
- Mikania subverticillata Sch.Bip. ex Baker
- Mikania sulcata B.L.Rob.
- Mikania summinima W.C.Holmes
- Mikania swartziana Griseb.
- Mikania sylvatica Klatt
- Mikania szyszylowiczii Hieron.
- Mikania tafallana Kunth
- Mikania tambillensis Hieron.
- Mikania tehuacanensis W.C.Holmes
- Mikania teixeirae R.M.King & H.Rob.
- Mikania tenax Sch.Bip. ex B.L.Rob.
- Mikania tenella W.C.Holmes
- Mikania ternata (Vell.) B.L.Rob. – mikania potrójna[5]
- Mikania testudinaria DC.
- Mikania thapsoides DC.
- Mikania thyrsoidea Baker
- Mikania tonduzii B.L.Rob.
- Mikania trachodes B.L.Rob.
- Mikania trachypleura B.L.Rob.
- Mikania triangularis Baker
- Mikania trichophila DC.
- Mikania trimeria W.C.Holmes & McDaniel
- Mikania trinervis Hook. & Arn.
- Mikania trinitaria DC.
- Mikania tripartita Urb.
- Mikania triphylla Spreng. ex Baker
- Mikania tristachya W.C.Holmes
- Mikania troyana Urb.
- Mikania turbaricola W.C.Holmes & McDaniel
- Mikania tysonii R.M.King & H.Rob.
- Mikania ulei Hieron.
- Mikania urcuensis H.Rob. & W.C.Holmes
- Mikania urticifolia Hook. & Arn.
- Mikania variifolia Hieron.
- Mikania vaupesensis W.C.Holmes & McDaniel
- Mikania vauthieriana Baker
- Mikania venosa Alain
- Mikania verapazensis R.M.King & H.Rob.
- Mikania viminea DC.
- Mikania violascens (B.L.Rob.) R.M.King & H.Rob.
- Mikania violifolia Cuatrec.
- Mikania virgata B.L.Rob.
- Mikania vismiifolia DC.
- Mikania vitifolia DC.
- Mikania warmingii Sch.Bip. ex Baker
- Mikania weberbaueri Hieron.
- Mikania websteri H.Rob. & W.C.Holmes
- Mikania wedelii W.C.Holmes & McDaniel
- Mikania werdermannii B.L.Rob.
- Mikania williamsii B.L.Rob.
- Mikania woytkowskii W.C.Holmes & McDaniel
- Mikania wurdackii Pruski & W.C.Holmes
- Mikania yanacochensis H.Rob. & W.C.Holmes
- Mikania zamorae H.Rob. & W.C.Holmes